# Итуэлл, Джон
Джон Леонард Итуэлл, барон Итуэлл (англ. John Leonard Eatwell, Baron Eatwell; род. 2 февраля 1945) — английский экономист.

## Биография

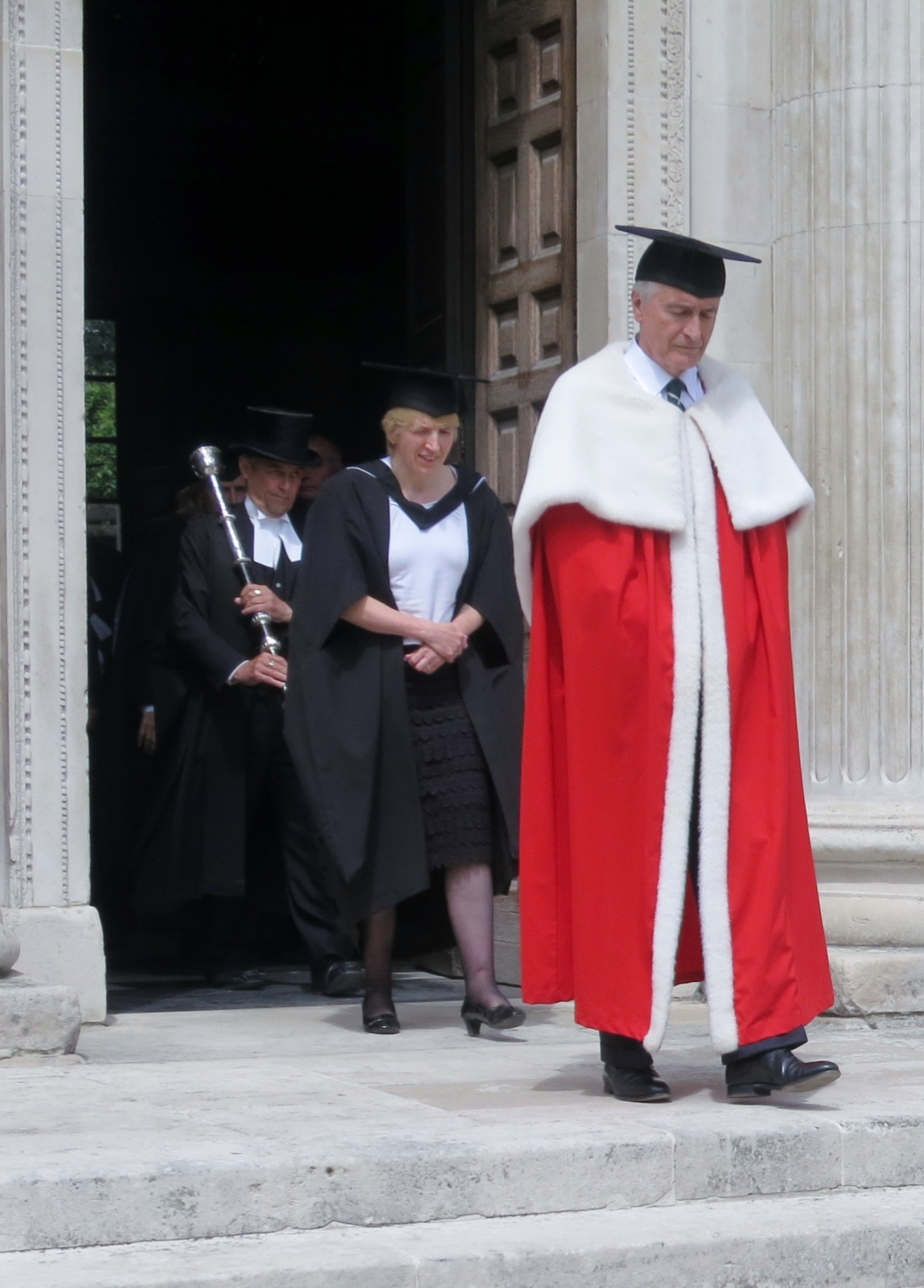

Лорд Итуэлл получил образование в гимназии города Суиндона в Уилтшире, затем в Куинз-колледже при Кембриджском университете (1964—1967), где он получил степень бакалавра, а затем проходил обучение в Гарвардском университете в качестве стипендиата Кеннеди, где он получил степени магистра и доктора философии. Впоследствии он вернулся в Куинз-колледж в качестве научного сотрудника для прохождения постдокторантуры.
Итуэлл был назначен профессором финансовой политики в Кембриджской бизнес-школе и преподавателем университета на факультете экономики. Долгое время был сотрудником Тринити-колледжа с 1970 по 1996 год, когда он был избран президентом Квинс-колледжа Кембриджского университета. Итуэлл преподавал экономику в Новой школе социальных исследований в Нью-Йорке в 1980-х и 1990-х. Он также является членом различных важных национальных органов.
Он был главным экономическим советником Нила Киннока, тогдашнего лидера Лейбористской партии, с 1985 по 1992 год. 14 июля 1992 года стал членом Палаты лордов как барон Итуэлл от Страттон Санкт Маргарет графства Уилтшир. В 2010 году бывший лидер Эд Милибэнд назначил Итуэлла представителем лейбористской оппозиции по финансовым вопросам в Палате лордов.
Итуэлл — бывший председатель Британской библиотеки, директор Королевского оперного театра и экономический советник Дипломированного Института управления
В июле 2006 году Джон Итуэлл женился на Сюзи Дигби, которая является основателем и директором национального благотворительного музыкального фонда «Голос».
7 мая 2014 года Итуэлл был назначен председателем Консультативного совета Института политических исследований в университете Бата.

## Интересные факты
Барон известен также любовью к кошкам. Одна из его кошек (исключительно глупая) застряла в дренажном отверстии реки Кем. Некий храбрый студент бросился в воду, чтобы спасти её, но безрезультатно. В итоге, ситуация была разрешена открытием шлюза, что привело к понижению уровня реки.